# はじまりの言葉 feat. 千秋
「はじまりの言葉 feat. 千秋」（はじまりのことば フィーチャリング ちあき）は、日本のJ-POPユニット、ET-KINGの14枚目（メジャー12枚目）のシングルである。発売元はユニバーサルミュージック。

## 解説
メンバーのKLUTCHとタレントで歌手の千秋との阪神タイガース・ファン同士の交流から、実現した恋愛ソング。
テーマは愛し合う二人を結びつける、お互いを想い合う言葉。

## 収録曲
全曲作詞: ET-KING
1. はじまりの言葉 feat.千秋(5:53)
作曲:GP aka GREEN PEEACE 、 ET-KING
編曲:MAST
2. キラッ☆サマー(6:15)
作曲:NAOKI-T 、 ET-KING
編曲:NAOKI-T
3. NEXT LEVEL(4:12)
作曲:ET-KING 、 DJ ARTS
編曲: DJ ARTS
（2010年4月中旬―パチンコ新台「CRパチクエネクスト」大当たり楽曲）
読売テレビ「元気を日本に 日本プロ野球2010」ｲﾒｰｼﾞｿﾝｸﾞ
4. はじまりの言葉 feat.千秋 (Instrumental)
5. キラッ☆サマー (Instrumental)
6. NEXT LEVEL (Instrumental)

(DJ ARTS＝

DJ ARTS a.k.a ALL BACK)

## 収録CD、DVD
はじまりの言葉 feat.千秋
- 恋愛歌集
- ブライダルコレクション!
- 見放題!2~ET-KING VIDEO CLIP COLLECTION~ [DVD]
- ライブ シングルコレクション! [DVD]

キラッ☆サマー
- ET-KING BEST
- 宴会歌集
- 見放題!2~ET-KING VIDEO CLIP COLLECTION~ [DVD]
- ライブシングルコレクション! [DVD]